# Midden Brabant-Poort Omloop
La Midden Brabant-Poort Omloop es una carrera profesional de ciclismo en ruta de un día que se realiza en los Países Bajos, fue creada en el 2011 y desde el año 2017 hace parte de la categoría 1.2 dentro de los Circuitos Continentales UCI formando parte del UCI Europe Tour.

## Palmarés
| Año       | Ganador             | Segundo              | Tercero             |
| --------- | ------------------- | -------------------- | ------------------- |
| 2011      | Erik Jan Kooiman    | Harm Bronkhorst      | Peter Woestenberg   |
| 2012      | Erik Jan Kooiman    | Jorn Knops           | Thijs van Beusichem |
| 2013      | Sander Oostlander   | Nils van Kooij       | Timo Roosen         |
| 2014      | Tom Vermeer         | Rens te Stroet       | Marco Brus          |
| 2015      | Twan Brusselman     | Patrick van der Duin | Bram de Kort        |
| 2016      | Rens te Stroet      | Luuc Bugter          | Mitchell Mulhern    |
| 2017      | Jaap Kooijman       | Rory Townsend        | Alexander Krieger   |
| 2018      | Julius van den Berg | Harry Tanfield       | Rick van Breda      |
| 2019      | Arvid de Kleijn     | Alexander Krieger    | Yoeri Havik         |
| 2020-2021 | No se disputó       | No se disputó        | No se disputó       |
| 2022      | Mārtiņš Pluto       | Hartthijs de Vries   | Reece Wood          |
| 2023      | Thimo Willems       | Stijn Appel          | Jeroen Van Krimpen  |
| 2024      | Floris Van Tricht   | Casper van der Woude | Tijn Louwerensen    |
| 2025      | Timo de Jong        | Joran Wyseure        | Yanne Dorenbos      |

## Palmarés por países
| País         | Victorias |
| ------------ | --------- |
| Países Bajos | 10        |
| Bélgica      | 2         |
| Letonia      | 1         |